# Dorculus lombokensis
Dorculus lombokensis es una especie de coleóptero de la familia Lucanidae.

## Distribución geográfica
Habita en la isla de Lombok (Indonesia).